# 1960 في كولومبيا
فيما يلي قوائم الأحداث التي وقعت خلال عام 1960 في كولومبيا.

## رياضة
- 1 يناير – الدوري الكولومبي لكرة القدم 1960 الفائز إنديبنديينتي سانتا في.

## ظهور
- 1 يناير – مئة عام من العزلة رواية من تأليف غابرييل غارثيا ماركيث.
- 1 يناير – نادايسم

## مواليد

### يناير
- 1 يناير – نيستور موراليس
- 12 يناير – ليون فيلا لاعب كرة قدم كولومبي.

### فبراير
- 24 فبراير – إدغار كوريدور متسابق دراجات كولومبي.

### أبريل
- 19 أبريل – غوستافو بيترو

### يونيو
- 5 يونيو – فرانسيسكو رودريغيز مالدونادو درّاج طريق كولومبي.
- 27 يونيو – جاكي غوتيريز لاعب كرة قاعدة كولومبي.

### يوليو
- 21 يوليو – الكسيس غارسيا لاعب كرة قدم.
- 21 يوليو – هومبيرتو سييرا لاعب كرة قدم كولومبي.

### أغسطس
- 15 أغسطس – صموئيل كابريرا دراج كولومبي.

### سبتمبر
- 14 سبتمبر – سيرجيو أنغولو لاعب كرة قدم كولومبي.

### أكتوبر
- 3 أكتوبر – مارغريتا فارغاس مغنية كولومبية.

### نوفمبر
- 8 نوفمبر – مارتين راميريز درّاج طريق كولومبي.
- 9 نوفمبر – فرناندو جايتان كاتب سيناريو كولومبي.